# Cortinarius volvatus
Cortinarius volvatus är en svampart som beskrevs av A.H. Sm. 1939. Cortinarius volvatus ingår i släktet Cortinarius och familjen spindlingar.   Inga underarter finns listade i Catalogue of Life.
I den svenska databasen Dyntaxa används istället namnet Cortinarius moënne-loccozii för samma taxon.  Arten är reproducerande i Sverige.